# لا قتل

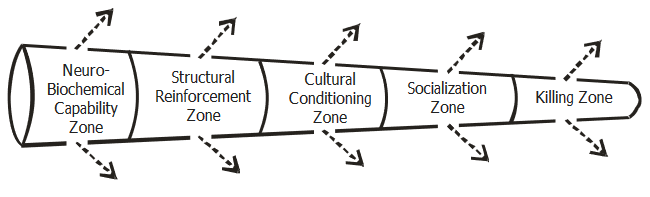

عبارة اللا قتل تفيد غياب القتل والتهديد بالقتل وكذا الظروف المواتية للقتل في المجتمع الإنساني. وعلى الرغم من أن استخدام هذا المصطلح في السياق الأكاديمي غالبا ما يعني قتل البشر، فانه عادة ما يتم توسيع نطاقه ليشمل قتل الحيوانات وكائنات حية أخرى.
 وهذا أيضا هو حال الاستخدام التقليدي لمصلح «لا قتل» كجزء من الاخلاقيات البوذية، كما هو وارد في القاعدة السلوكية الأولي من البانكسيل، ومصطلحات أخرى مشابهة عبر التقاليد الروحية عبر العالم. وبما له دلالة كبيرة هو أن عبارة «لا قتل» قد استخدمت مؤخرا في «ميثاق عالم خال من العنف» الذي تمت المصادقة عليه في القمة العالمية الثامنة للحائزين على جائزة نوبل للسلام.

في تحليله للأسباب، فان عبارة اللاقتل تشمل مفاهيم كالسلام (غياب الحرب والظروف المواتية للحرب)، وسياسية اللاعنف (بمعناه النفسي، والجسدي والبنيوي)، وأهيسما (عدم الإذاء بالفكر والكلمة والفعل). وبدون اقصاء أي من هذه الفاهيم، فان مصطلح لا قتل يقدم مقاربة جديدة تتميز بإمكانية قياس أهدافها والطبيعة المرنة لتحقيقها. ففي حين أن استخدام مصطلحات من قبل «اللاعنف» و«السلام» غالبا ما تتبع الشكل الكلاسيكي للمحاجة من خلال أفكار مجردة تقود إلى السلبية، فان القتل (وضده اللاقتل) يمكن أن يُقاس وأن يُعزى لأسباب معينة من منظور الصحة العمومية (الوقاية، والتدخل والتحول الذي يتبع الأزمات) باتجاه القضاء المتدرج للقتل.
ومن جهة أخرى، فان اللاقتل لا يصف مسارا مسبقا لكيفية تحقيق مجتمع خال من القتل كما هو حال بعض الايديولوجيات والتقاليد الروحية التي تحض على عدم القتل. بصفته مقاربة مرنة، فانه يستميل القدرة الإنسانية الامحدودة على الابداع والتنويع، ويشجع على البحث في ميادين التربية والتعليم والبحث والعمل الاجتماعي وصناعة السياسية وتطوير مجال واسع من البدائل عن القتل من منطلقات علمية ومؤسساتية وتعليمية وسياسية واقتصادية وروحية. وبالرغم من مجال اهتمامه الخاص، فان اللاقتل يتعرض لقضايا اجتماعية كبرى.
وفيما يتصل بالاعتداء النفسي والاعتداء الجسدي والتعذيب المُستخدم بهدف الترهيب من خلال تهديد الحياة بحو علني أو ضمني، فان اللاقتل يسعى للقضاء على الأسباب النفسية لتلك الممارسات. أما من ناحية قتل الاشخاص من خلال الظروف البنيوية الاجتماعية والاقتصادية التي تُعد نتيجة لتعزيز مميت مباشر ولتحويل الموارد الأغراض القتل، فان اللاقتل يسعى للقضاء على أشكال الحرمان ذات الصلة بالممارسات المميتة. وفيما يتعلق بالتهديدات الموجهة لقابلية المدى الحيوي للحياة، فان اللاقتل يعني غياب الاعتداءات المباشرة على الموارد الداعمة للحياة وايقاف التدهور غير المباشر المتصل بالممارسات المميتة. وبالنسبة لأشكال القتل غير العمدي، فان اللاقتل يسعى لخلق ظروف اجتماعية وتكنولوجية مواتية للقضاء على أسباب ذلك..
جلين د. بيج في كتابه، «علم السياسة العالمي في عدم القتل»، يشير إلى أن أقل من 0.5 في المائة من كل البشر الموجودين والذين وجدوا في هذا العالم، قد قاموا بقتل بشر آخرين. بالإضافة إلى ذلك، إن الانثروبولوجيا تثبت أن القتل في كثير من المجتمعات قل بمستويات ضئيلة جدا. الإنسان الذي عاش كقاطف للثمار، فإن حياته ترمز إلى سمات المجتمع المتميز بعد القتل. أن هذه المجتمعات مثل الإنسان الهومو سيبيان، امتازت بدنو نسبة القتل والعنف.
عدم القتل مضاد للعنف والاغتيال والاغتيال الجماعي والقتل عن طريق العقود والقتل بالشراكة والإبادة الجماعية الاجتماعية وعقوبة الإعدام والقتل التجريبي والقتل المحلي والتطهير العرقي والقتل الإثني وقتل النساء وقتل الأجنة والقتل النوعي والإبادة الجماعية وقتل الشرف والقتل الطقسي وقتل الأطفال والقتل والقتل الجماعي وقتل الانتحار والقتل المهيمن وتدمير المدن والقتل السياسي وقتل الملك وإطلاق النار على المدارس والعنف الهيكلي والانتحار والإرهاب وقتل التشويق والقتل المستبد والعنف والحرب وغيرها من أشكال القتل المباشر وغير المباشر والهيكلي.

## منظمات لاعنفية
- [Center for Global Nonkilling http://www.nonkilling.org]
- علم السياسة واللاعنف الكوني